# Limnophora gilvifrons
Limnophora gilvifrons är en tvåvingeart som först beskrevs av Fritz Isidore van Emden 1951.  Limnophora gilvifrons ingår i släktet Limnophora och familjen husflugor. Inga underarter finns listade i Catalogue of Life.